# Justo Briceño (khu tự quản)
Justo Briceño là một khu tự quản thuộc bang Mérida, Venezuela. Thủ phủ của khu tự quản Justo Briceño đóng tại Torondoy. Khự tự quản Justo Briceño có diện tích 509 km2, dân số theo điều tra dân số ngày 21 tháng 10 năm 2001 là 5200 người.